# Liste der israelischen Botschafter in Südafrika
Israel richtete 1949 ein Generalkonsulat in Pretoria ein, das 1950 zur Gesandtschaft aufgewertet wurde. In Johannesburg gab es ein Konsulat.
Seit den 1960er Jahren hat der Gesandte in Pretoria den diplomatischen Rang eines Botschafters. Am 6. November 1962 stimmte der Vertreter Israels im UN-Hauptquartier bei der XVII. Sitzung der UN-Generalversammlung für die Resolution 1761, die Sanktionen gegen die Apartheids-Gesetzgebung in Südafrika forderte.
Im September 1963 wurde Botschafter Simha Pratt aus Pretoria abberufen und sein Nachfolger Azriel Harel hatte den Rang eines Geschäftsträgers.
| Ernennung     | Name                 | Bemerkungen | ernannt von        | akkreditiert während der Regierung von | Abberufung   |
| ------------- | -------------------- | --- | ------------------ | -------------------------------------- | ------------ |
| Nov. 1951     | Edward David Gotein  | | David Ben-Gurion   | Winston Churchill                      |              |
| März 1952     | Semah Cecil Hyman    | | David Ben-Gurion   | Winston Churchill                      | 1957         |
| Sep. 1959     | Yitzhak Bavly        | Yitzhak Bavly (* 1899; † 6. Januar 1968) | David Ben-Gurion   | Harold Macmillan                       |              |
| 1960          | Katriel P. Salmon    | (* 1914) | David Ben-Gurion   | Harold Macmillan                       | 31. Mai 1961 |
| 31. Mai 1961  | Simha Pratt          | | David Ben-Gurion   | Charles Robberts Swart                 | Sep. 1963    |
| Sep. 1963     | Azriel Harel         | Geschäftsträger | Levi Eschkol       | Charles Robberts Swart                 |              |
| 21. Juli 1966 | Eliezer Yapou        | (* 1908 in Rischon LeZion) studierte internationales Recht und Wirtschaftspolitik in Paris, Presseattaché der israelischen Gesandtschaft in London.           | Levi Eschkol       | Charles Robberts Swart                 |              |
| 1969          | Yitzhak D. Unna      | Yitzhak Unna Geschäftsträger, Generalkonsul in Kapstadt; 1971 Generalkonsul in Johannesburg                                                                   | Golda Meir         | Jacobus Johannes Fouché                | 1971         |
| 1971          | Zvi Kedar            | | Golda Meir         | Jacobus Johannes Fouché                |              |
| 12. Juni 1974 | Yitzhak D. Unna      | 1967 war Yitzhak D. Unna Botschaftsrat für Presse in der Ubierstraße 78 in Bad Godesberg. 1974 wurde die Gesandtschaft in Pretoria zur Botschaft aufgewertet. | Jitzchak Rabin     | Jacobus Johannes Fouché                | 1976         |
| 1979          | Yosef Harmelin       | | Menachem Begin     | Marais Viljoen                         |              |
| 1988          | Eliyahu Lankin       | | Jitzchak Schamir   | Pieter Willem Botha                    |              |
| 1989          | Zvi Gov-Ari          | | Jitzchak Schamir   | Frederik Willem de Klerk               |              |
| 1992          | Alon Liel            | | Jitzchak Rabin     | Frederik Willem de Klerk               |              |
| 1995          | Elazar Granot        | | Jitzchak Rabin     | Nelson Mandela                         |              |
| Jan. 2002     | Tova Herzl           | besuchte die Herzlia High School, ist Bachelor der Universität Kapstadt; 2002 Israels Botschafter in Riga                                                     | Ariel Scharon      | Thabo Mbeki                            | 2003         |
| 2009          | Ilan Baruch          | | Ehud Olmert        | Jacob Zuma                             |              |
| 2009          | Dov Segev-Steinberg  | | Benjamin Netanjahu | Jacob Zuma                             |              |
| 2013          | Arthur Lenk          | | Benjamin Netanjahu | Jacob Zuma                             | 2017         |
| 2017          | Lior Keinan          | | Benjamin Netanjahu | Jacob Zuma                             | 2018         |
| 2022          | Eliav Belotserkovsky | wurde infolge der sich verschlechternden Beziehungen zwischen Südafrika und Israel während dem Krieg in Israel und Gaza seit 2023 abberufen                   | Naftali Bennett    | Cyril Ramaphosa                        | 2023         |